# Cratere Lambert (Marte)
Lambert è un cratere sulla superficie di Marte.
Il cratere è dedicato all'astronomo tedesco Johann Heinrich Lambert.